# Andrzej Gronowicz
Andrzej Gronowicz, né le 7 mars 1951 à Piła, est un céiste polonais. 

## Carrière
Andrzej Gronowicz participe aux Jeux olympiques de 1976 à Montréal et remporte la médaille d'argent en C-2 500m avec Jerzy Opara. Il est aussi avec Jerzy Opara médaillé d'argent en C-2 1000 m aux Championnats du monde de course en ligne de canoë-kayak de 1974, médaillé de bronze en C-2 500 mètres aux Championnats du monde de course en ligne de canoë-kayak de 1973, et en C-2 1000 m aux Championnats du monde de course en ligne de canoë-kayak de 1977.